# アリソン・ベイバー
アリソン・ベイバー（Allison Baver、1980年8月11日 - ）は、アメリカ合衆国のショートトラックスピードスケート選手。

## 経歴
ペンシルベニア州レディング出身。ユタ州ソルトレイクシティに活動拠点をおいている。
2005-2006シーズンは世界ランク3位の成績を残した。トリノオリンピックでは500mに出場し7位に入賞。2007年の全米選手権では優勝している。
2009年ブルガリアでのレース中にチームメイトと接触し、足を複雑骨折したが、翌2010年のバンクーバーオリンピックには出場。1000mでは予選失格、1500mでは準決勝敗退となった。3000mリレー決勝にてベイバーのアメリカチームは4位に入ったが、1位の韓国が失格となった為繰り上げで銅メダルを獲得した。

## 参照
1. ↑   “2007 US Short Track Championships”. 2007年2月25日閲覧。